# Anne d'Anhalt-Bernbourg
Anne-Sophie d'Anhalt-Bernburg (Bernbourg, 13 septembre 1640 – Sonnewalde, 25 avril 1704) est la fille de Christian II d'Anhalt-Bernbourg, prince d'Anhalt-Bernbourg de 1630 à 1656, et Éléonore-Sophie de Schleswig-Holstein-Sonderbourg-Plön.
Elle est mariée à Georges-Frédéric de Solms-Sonnenwalde. Ce mariage, qui représente l'union entre la Maison d'Ascanie d'Anhalt-Bernbourg, et les comtes de Solms-Sonnenwalde, est célébré à Ballenstedt le 20 septembre 1664.
Elle donne à son mari, veuf en 1663 de Praxedis de Hohenlohe-Pfedelbach, quatre enfants:
- Charles Gottlieb (1666-1669);
- Henri Guillaume (28 avril 1668- 10 septembre 1718);
- Frédérique Christine (1665-1666);
- Sophie-Albertine (Sonnewalde, 2 octobre 1672-Bernbourg, Le 12 juin 1728).

Son fils, Henri Guillaume, épouse Jeanne Marguerite Friesen et devient comte de Solms-Sonnenwalde, Hillmersdorf et Prosmark. Sophie Albertine épouse en 1692 Charles-Frédéric d'Anhalt-Bernbourg.